# Muzeum Siekier w Orzechówce
Muzeum Siekier w Orzechówce – prywatne muzeum położone we wsi Orzechówka (powiat kielecki), założone przez Adolfa Kudlińskiego.
Muzeum powstało w 2006 roku w gospodarstwie agroturystycznym A. Kudlińskiego, w specjalnie wykonanym budynku. Sama kolekcja była gromadzona wcześniej przez ponad 20 lat. W jej skład wchodzi ponad 2500 siekier, służących do ścinania, rąbania, krzesania oraz łupania. Oprócz siekier w zbiorach znajdują się również topory i oszczepy. Najstarszy z eksponatów pochodzi z 1720 roku.